# Nada É Tão Novo, Nada É Tão Velho
Nada é tão novo, nada é tão velho é o primeiro álbum de estúdio da banda de rock cristão Oficina G3, lançado em LP em 1993 e em CD em 1994 pela gravadora Gospel Records. O estilo do álbum é, em grande parte, hard rock, e a sonoridade do álbum pode ser comparada a de grupos como Deep Purple e Petra.
É o último trabalho com a participação do baixista Wagner Garcia (vulgo Maradona), que deixou a banda pouco tempo depois. Ao mesmo tempo, é o primeiro álbum com a participação do baixista Duca Tambasco, responsável pelas 4 últimas faixas da versão em CD (regravações do primeiro disco, Ao Vivo).
Em 2018, foi considerado o 70º melhor álbum da década de 1990, de acordo com lista publicada pelo Super Gospel.

## Antecedentes
Em 1990, a banda lançou seu trabalho de estreia, Ao Vivo. Juninho Afram disse, anos mais tarde, que a ideia de uma banda iniciar sua discografia com um álbum ao vivo era absurda e foi tomada com base nos elogios que os músicos recebiam em seus shows. Segundo o guitarrista, a gravação conteve erros técnicos que acabaram permanecendo em sua versão final. Nesse ínterim, Túlio Régis, que era vocalista, tecladista e principal compositor, deixa o Oficina G3 por problemas conjugais. Outra mudança vivida neste período foi a saída do guitarrista base James Cowyay, substituído por Marcos Pereira.

## Gravação
O álbum foi gravado de fevereiro a abril de 1993 no estúdio do produtor musical Rick Bonadio que, à época, trabalhava com a banda Resgate, com o Katsbarnea e a carreira solo de Brother Simion. Todos os arranjos foram produzidos pelo próprio Oficina G3. Com a ausência de Regis, pela primeira vez, o guitarrista Juninho Afram apresentaria composições, o que seria recorrente nos trabalho sucessores. Afram também estreou como vocalista em várias faixas, assim como o baterista Walter Lopes. Como músico convidado, a banda teve o tecladista Márcio Woody de Carvalho. O vocalista do Resgate, Zé Bruno, trabalhou na mixagem do projeto. Nos agradecimentos, a banda ainda faria menção a Jadão Junqueira, baixista do Katsbarnea.
Nada É Tão Novo, Nada É Tão Velho foi o último trabalho do Oficina G3 com o baixista original Wagner Garcia. Quando a banda foi informada pela gravadora que o álbum seria relançado em CD no ano de 1994, o Oficina G3 entrou novamente em estúdio e gravou mais quatro faixas, já com o músico Duca Tambasco como membro oficial.

## Lançamento e recepção
| Críticas profissionais | Críticas profissionais |
| Avaliações da crítica  | Avaliações da crítica  |
| Fonte                  | Avaliação              |
| ---------------------- | ---------------------- |
| O Propagador           | [ 7 ]                  |
| Super Gospel           | [ 6 ]                  |

Nada É Tão Novo, Nada É Tão Velho foi originalmente lançado pela gravadora Gospel Records em 1993 com oito faixas. Quando o trabalho foi relançado em CD em 1994, foram gravadas quatro novas faixas para acrescentar ao material original. Retrospectivamente, o projeto recebeu comentários favoráveis da crítica especializada. O guia discográfico do O Propagador entregou a cotação de 4 estrelas de 5 com a avaliação de que "o hard rock simples mas característico faz o álbum, em sua maior parte, valer a pena". Com 3,5 estrelas de 5, o Super Gospel afirmou que, apesar da saída de Túlio Regis, a lírica do ex-vocalista ainda se faz presente e, musicalmente, ser um trabalho influenciado pela banda norte-americana Stryper.

## Faixas
Vinil, 1993
1. "Mais que Vencedores" (Juninho Afram) - 04:05
2. "Pastor" (Túlio Régis, Juninho Afram, James Conway, Wagner Garcia e Walter Lopes) - 04:32
3. "Resposta de Deus" (Juninho Afram e Wagner Garcia) - 04:16
4. "Valéria" (Túlio Régis, Luciano Manga, Juninho Afram, Wagner Garcia e Walter Lopes) - 3:23
5. "Razão" (Túlio Régis e Juninho Afram) - 04:09
6. "Deus Eterno" (Juninho Afram) - 03:15
7. "Consciência de Liberdade" (Rubens Marinho Costa Carvalho / Juninho Afram) - 05:18
8. "Perfeita União" (Juninho Afram) - 04:36

CD, 1994
1. "Mais que Vencedores" - 04:03
2. "Pastor" - 04:32
3. "Resposta de Deus" - 04:16
4. "Valéria" - 3:23
5. "Razão" - 04:09
6. "Deus Eterno" - 03:15
7. "Consciência de Liberdade" - 05:18
8. "Perfeita União"  - 04:36
9. "Naves Imperiais" (Tulio Régis) - 04:45
10. "Cante" (Marco Antônio Guimarães Garcia) - 02:13
11. "Viver por Fé" (Túlio Régis) - 03:35
12. "Parar e Pensar" (Túlio Régis e Luciano Manga) - 02:50

## Ficha técnica
Banda
- Luciano Manga – vocais em "Valéria", "Razão", "Naves Imperiais", "Cante", e "Viver por Fé"
- Juninho Afram – guitarra e vocais em "Mais que Vencedores", "Resposta de Deus", "Deus Eterno", e "Perfeita União", violão de aço em "Deus Eterno" e "Perfeita União"
- Wagner Garcia – baixo em todas as faixas, exceto 9, 10, 11 e 12
- Marcos Pereira – guitarra base, guitarra solo, violão em " Deus Eterno "
- Walter Lopes – Bateria e vocais em "Pastor", "Consciência de Liberdade", e "Parar pra Pensar"
- Duca Tambasco – baixo em "Naves Imperiais", "Cante", "Viver por Fé" e "Parar e Pensar"

Músicos convidados
- Marcio "Woody" de Carvalho – teclados

Equipe técnica
- Rick Bonadio – engenheiro de som e mixagem
- Alex – mixagem
- Zé Bruno – mixagem
- Oficina G3 – mixagem

Projeto gráfico
- Marco Bernardes – design
- Chris Martins – fotografias
- Alfredo Pescuma – modelo da capa
- Carolina Bernardes – modelo da capa